# Olmeca recta
Olmeca recta är en gräsart som beskrevs av Thomas Robert Soderstrom. Olmeca recta ingår i släktet Olmeca och familjen gräs. Inga underarter finns listade i Catalogue of Life.